# Raffaele Giammaria
Raffaele Giammaria (ur. 1 września 1977 w Civitavecchia) – włoski kierowca wyścigowy.

## Kariera
Giammaria rozpoczął karierę w wyścigach samochodowych w 2000 roku, od startów we  Włoskiej Formule Renault, w której zdobył tytuł wicemistrzowski. W późniejszych latach startował w Niemieckiej Formule 3, Francuskiej Formule 3, Włoskiej Formule 3, Euroseries 3000, Formule 3000, FIA GT Championship, Formule Renault 3.5, Italian GT Championship, International GT Open, A1 Grand Prix, Campionato Italiano Prototipi, Spanish GT Championshipe, Grand American Rolex Series, Le Mans Series, SARA GT, Blancpain Endurance Series, Superstars International Series oraz w Winter Series by GT Sport. W latach 2003–2004 Włoch dołączył do stawki Formuły 3000. W pierwszym sezonie startów dorobek 14 punktów dał mu 10 pozycję w klasyfikacji generalnej. Rok później Raffaele uzbierał 27 punktów. Został sklasyfikowany na ósmym miejscu.

## Statystyki
| Sezon     | Seria                                            | Zespół                  | Wyścigi | Zwycięstwa | PP | NO | Podium | Punkty | Pozycja |
| --------- | ------------------------------------------------ | ----------------------- | ------- | ---------- | -- | -- | ------ | ------ | ------- |
| 2000      | Włoska Formuła Renault                           | Drumel Motorsport       | 10      | 2          | 1  | 2  | 4      | 147    | 2       |
| 2001      | Niemiecka Formuła 3                              | Cram Competition        | 19      | 0          | 0  | 0  | 0      | 41     | 12      |
| 2001      | Europejski Puchar Formuły 3                      | Cram Competition        | 1       | 0          | 0  | 0  | 0      | N/A    | 11      |
| 2001      | Formuła 3 Korea Super Prix                       | Team Kolles Racing      | 1       | 0          | 0  | 0  | 0      | N/A    | 17      |
| 2001      | Masters of Formula 3                             | Cram Competition        | 1       | 0          | 0  | 0  | 0      | N/A    | 20      |
| 2002      | Euro 3000                                        | Coloni Motorsport       | 3       | 0          | 0  | 0  | 0      | 0      | NS      |
| 2002      | Euro 3000                                        | Bieffe Competition      | 3       | 0          | 0  | 0  | 0      | 0      | NS      |
| 2002      | Włoska Formuła 3                                 | Team Ghinzani           | 2       | 0          | 0  |    | 0      | 0      | NS      |
| 2002      | Masters of Formula 3                             | Team Ghinzani SAM Euroc | 1       | 0          | 0  | 0  | 0      | N/A    | 18      |
| 2003      | Formuła 3000                                     | Durango                 | 10      | 0          | 0  | 0  | 1      | 14     | 10      |
| 2004      | Formuła 3000                                     | Spero I.E.              | 9       | 0          | 0  | 0  | 1      | 27     | 8       |
| 2004      | Formuła 3000                                     | Astromega               | 9       | 0          | 0  | 0  | 1      | 27     | 8       |
| 2005      | Formuła Renault 3.5                              | DAMS                    | 16      | 0          | 0  | 0  | 0      | 0      | 43      |
| 2005      | Włoska Formuła 3000                              | BCN Competition         | 2       | 0          | 0  | 0  | 1      | 13     | 10      |
| 2005      | FIA GT - GT1                                     | Graham Nash Motorsport  | 1       | 0          | 0  | 0  | 0      | 0      | NS      |
| 2005/2006 | A1 Grand Prix                                    | Team Italy              | 0       | 0          | 0  | 0  | 0      | 0      | NS      |
| 2006      | FIA GT - GT2                                     | Edil Cris Racing        | 1       | 0          | 0  |    | 1      | 8      | 22      |
| 2006      | International GT Open GTA                        |                         |         |            |    |    |        | 17     | 16      |
| 2006      | Italian GT Championship - GT2                    | Automotive Durango      |         |            |    |    |        | 18     | 17      |
| 2007      | Spanish GT Championship - GTA                    | GPC Sport               | 4       | 0          | 0  |    | 1      | 11     | 13      |
| 2007      | International GT Open GTA                        | GPC Sport               | 2       | 0          | 0  |    | 0      | 4      | 17      |
| 2007      | Campionato Italiano Prototipi                    | Norma Auto Italia R.    |         | 1          |    |    | 3      | 54     | 5       |
| 2008      | Italian GT Championship - GT2                    | GPC Sport               | 8       | 1          |    |    | 1      | 38     | 20      |
| 2008      | Euroseries 3000                                  | Support Race            | 2       | 0          | 0  | 0  | 2      | 12     | 10      |
| 2008      | International GT Open GTA                        | GPC Sport               | 2       | 0          | 0  | 0  | 0      | 0      | NS      |
| 2008      | Grand American Rolex Series - GT                 | Farnbacher Loles        | 1       | 0          | 0  | 0  | 0      | 0      | NS      |
| 2008      | Campionato Italiano Prototipi                    | WRC Srl                 | 1       | 0          | 0  | 0  | 0      | 8      | 14      |
| 2009      | International GT Open                            | Racing Team Edil Cris   | 12      | 0          | 1  | 0  | 1      | 57     | 12      |
| 2009      | International GT Open - Super GT                 | Racing Team Edil Cris   | 12      | 0          | 1  | 0  | 1      | 17     | 7       |
| 2009      | SARA GT - Campionato Italiano Gran Turismo - GT2 | Racing Team Edil Cris   | 4       | 1          | 2  | 0  | 2      | 35     | 17      |
| 2009      | Campionato Italiano Prototipi                    |                         | 4       | 1          | 1  | 1  | 3      | 37     | 6       |
| 2009      | Le Mans Series - LMP2                            | Ranieri Randaccio       | 1       | 0          | 0  | 0  | 0      | 0      | NS      |
| 2009      | Euroseries 3000                                  | Teamcraft Motorsport    | 0       | 0          | 0  | 0  | 0      | 0      | NS      |
| 2010      | International GT Open                            | Edil Cris Racing Team   | 16      | 2          | 1  | 1  | 8      | 191    | 3       |
| 2010      | International GT Open - Super GT                 | Edil Cris Racing Team   | 16      | 2          | 1  | 0  | 8      | 81     | 2       |
| 2010      | Spanish GT Championship - GTS                    | Autorlando Sport        | 4       | 4          | 1  | 0  | 4      | 40     | 5       |
| 2010      | Italian GT Championship - GT2                    | Edil Cris Racing Team   | 2       | 0          | 0  | 0  | 1      | 18     | 18      |
| 2010      | Italian GT Championship - GT3                    | Autorlando Sport        | 2       | 2          | 0  | 0  | 2      | 30     | 14      |
| 2010      | Spanish GT Championship                          |                         |         |            |    |    |        | 84     | 9       |
| 2011      | International GT Open                            | Racing Team Edil Cris   | 16      | 1          | 0  | 1  | 5      | 140    | 10      |
| 2011      | Italian Prototype Championship - CN2             | Racing Team Edil Cris   | 16      | 1          | 0  | 1  | 5      | 62     | 7       |
| 2011      | Blancpain Endurance Series - GT3 Pro Cup         | Autorlando Sport        | 5       | 1          | 0  | 0  | 3      | 70     | 4       |
| 2012      | International GT Open                            | V8 Racing               | 16      | 1          | 0  | 1  | 7      | 157    | 4       |
| 2012      | International GT Open                            | Black Team              | 16      | 1          | 0  | 1  | 7      | 157    | 4       |
| 2012      | International GT Open - Super GT                 | V8 Racing               | 16      | 1          | 0  | 1  | 7      | 67     | 4       |
| 2012      | International GT Open - Super GT                 | Black Team              | 16      | 1          | 0  | 1  | 7      | 67     | 4       |
| 2012      | International GT Sprint Series                   |                         | 10      | 1          | 0  | 1  | 2      | 38     | 8       |
| 2012      | Italian Prototype Championship - CN2             | Tatuus Racing           | 3       | 0          | 1  | 0  | 3      | 24     | 6       |
| 2012      | Blancpain Endurance Series - GT3 Pro-Am Cup      | AF Corse                | 2       | 0          | 0  | 0  | 0      | 14     | 26      |
| 2012      | Italian GT Championship - GT2                    | Black Team              | 2       | 2          | 1  | 1  | 2      | 40     | 6       |
| 2012      | Copa de España de Super GT                       | Black Team              | 2       | 1          | 1  | 2  | 1      | 24     | 15      |
| 2012      | Superstars International Series                  | Romeo Ferraris          | 2       | 2          | 1  | 2  | 2      | 45     | 10      |
| 2012      | Superstars Championship Italy                    |                         |         |            |    |    |        | 45     | 9       |
| 2013      | Blancpain Endurance Series - GT3 Pro-Am Cup      | Team Ukraine            | 5       | 0          | 0  | 0  | 0      | 30     | 15      |
| 2013      | Winter Series by GT Sport - GTS                  | Team Ukraine            | 2       | 1          | 1  | 0  | 2      | 0      | NS†     |
| 2013      | Superstars GT Sprint                             | Team Ukraine            | 10      | 4          | 1  | 1  | 8      | 175    | 4       |
| 2013      | Superstars International Series                  | Caal Racing             | 2       | 0          | 0  | 0  | 1      | 20     | 14      |
| 2014      | 24h Le Mans - GTE Am                             | AF Corse                | 1       | 0          | 0  | 0  | 0      | N/A    | NS      |
| 2014      | Italian GT Championship - GT3                    | Scuderia Baldini        | 13      | 1          | 2  | 0  | 7      | 131    | 1       |
| 2014      | European Le Mans Series - GTE                    | AF Corse                | 1       | 0          | 0  | 0  | 0      | 0,5    | 26      |

## Wyniki w Formule Renault 3.5
| Legenda oznaczeń w tabelach wyników Wyświetl szablon na nowej stronie | Legenda oznaczeń w tabelach wyników Wyświetl szablon na nowej stronie                                                                     |
| Oznaczenie                                                            | Wyjaśnienie |
| --------------------------------------------------------------------- | --- |
| Złoty                                                                 | Zwycięzca lub mistrzostwo |
| Srebrny                                                               | 2. miejsce lub wicemistrzostwo |
| Brązowy                                                               | 3. miejsce lub II wicemistrzostwo |
| Zielony                                                               | Ukończył, punktował (w klasyfikacji generalnej, gdy zdobył co najmniej jeden punkt na przestrzeni sezonu, poza trzema powyższymi opcjami) |
| Niebieski                                                             | Ukończył, nie punktował (w klasyfikacji generalnej, gdy nie zdobył co najmniej jednego punktu na przestrzeni sezonu)                      |
| Czerwony                                                              | Nie zakwalifikował się (NZ) |
| Czerwony                                                              | Nie prekwalifikował się (NPK) |
| Różowy                                                                | Nie ukończył (NU) |
| Różowy                                                                | Niesklasyfikowany (NS) (w klasyfikacji generalnej, gdy nie został sklasyfikowany w żadnym wyścigu sezonu)                                 |
| Czarny                                                                | Zdyskwalifikowany (DK) |
| Czarny                                                                | Wykluczony (WYK/EX) |
| Biały                                                                 | Nie wystartował (NW) |
| Biały                                                                 | Kontuzjowany (K/INJ) |
| Biały                                                                 | Wyścig odwołany (OD/C) |
| Bez koloru                                                            | Został wycofany (WYC/WD) |
| Bez koloru                                                            | Nie przybył (NP/DNA) |
| Bez koloru                                                            | Nie brał udziału w treningach (NT/DNP) |
| Bez koloru                                                            | Nie został zgłoszony (–) |
| Pogrubienie                                                           | Start z pole position |
| Kursywa                                                               | Najszybsze okrążenie wyścigu |
| †                                                                     | Nie ukończył, ale jego rezultat został zaliczony ze względu na przejechanie więcej niż 90% dystansu wyścigu.                              |
| *                                                                     | Sezon w trakcie |
| 1/2/3                                                                 | Punktowana pozycja w sprincie kwalifikacyjnym                                                                                             |
| Lista systemów punktacji Formuły 1                                    | |

| Rok  | Zespół | Wyniki w poszczególnych eliminacjach | Wyniki w poszczególnych eliminacjach | Wyniki w poszczególnych eliminacjach | Wyniki w poszczególnych eliminacjach | Wyniki w poszczególnych eliminacjach | Wyniki w poszczególnych eliminacjach | Wyniki w poszczególnych eliminacjach | Wyniki w poszczególnych eliminacjach | Wyniki w poszczególnych eliminacjach | Wyniki w poszczególnych eliminacjach | Wyniki w poszczególnych eliminacjach | Wyniki w poszczególnych eliminacjach | Wyniki w poszczególnych eliminacjach | Wyniki w poszczególnych eliminacjach | Wyniki w poszczególnych eliminacjach | Wyniki w poszczególnych eliminacjach | Wyniki w poszczególnych eliminacjach | Punkty | Pozycja |
| ---- | ------ | ------------------------------------ | ------------------------------------ | ------------------------------------ | ------------------------------------ | ------------------------------------ | ------------------------------------ | ------------------------------------ | ------------------------------------ | ------------------------------------ | ------------------------------------ | ------------------------------------ | ------------------------------------ | ------------------------------------ | ------------------------------------ | ------------------------------------ | ------------------------------------ | ------------------------------------ | ------ | ------- |
| 2005 | DAMS   | BEL                                  | BEL                                  | MON                                  | VAL                                  | VAL                                  | FRA                                  | FRA                                  | BIL                                  | BIL                                  | DEU                                  | DEU                                  | GBR                                  | GBR                                  | PRT                                  | PRT                                  | ITA                                  | ITA                                  | 0      | 43      |
| 2005 | DAMS   | -                                    | -                                    | -                                    | NU                                   | NU                                   | 20                                   | NW                                   | NU                                   | NW                                   | -                                    | -                                    | -                                    | -                                    | -                                    | -                                    | -                                    | -                                    | 0      | 43      |